# Maximilian Hell
För andra betydelser, se Hell (olika betydelser).
Maximilian Hell (ungerska: Hell Miksa), född Rudolf Maximilian Höll 15 maj 1720 i Selmecbánya, Kungariket Ungern, död 14 augusti 1792 i Wien, Habsburgska monarkin, var en ungersk astronom.
Hell var jesuit samt lärare i Leutschau och Klausenburg 1746-55, därefter astronom vid det nyinrättade observatoriet i Wien. Han gjorde 1768 på uppdrag av kung Kristian VII av Danmark en resa till Vardø i nordligaste Norge för att där iaktta Venuspassagen, vilken iakttagelse senare gav anledning till mångfaldiga diskussioner.
En del av hans många på latin skrivna arbeten utgavs i översättning av L.A. Jungnitz under titeln "Beiträge zur practischen Astronomie" (fyra band, 1791-94). Observationerna över den nämnda Venuspassagen är publicerade och bearbetade i Dissertatio de transitu Veneris ante discum solis die 3 Junio 1769 Wardoehusii in Finnmarchia observato (1770) och De parallaxi solis ex observatione transitus Veneris anni 1769 (1773).
Hell invaldes 1771 som utländsk ledamot av Kungliga Vetenskapsakademien.

## Utmärkelser
Nedslagskratern Hell på månen och asteroiden 3727 Maxhell är uppkallade efter honom.